# Erora tella
Erora tella is een vlinder uit de familie van de Lycaenidae. De wetenschappelijke naam van de soort werd als Thecla tella in 1902 gepubliceerd door Schaus.

## Synoniemen
- Thecla castrena Jones, 1912
- Thecla crispisulcans Draudt, 1920
- Thecla quassa Draudt, 1920